# Emmanuel Jehin
Pour les articles homonymes, voir Jehin.
Emmanuel Jehin, né le 21 février 1973, est un astrophysicien belge spécialiste de l'étude des petits corps du système solaire, et plus particulièrement des comètes. Il enseigne à l'université de Liège et dirige le groupe de physique cométaire. Il fait partie de l'équipe derrière la découverte du système planétaire TRAPPIST-1.
Il participe régulièrement à des activités de vulgarisation scientifique.

## Biographie
Emmanuel Jehin naît le 21 février 1973. Passionné de sciences dès le plus jeune âge, il fonde avec son père le club d'astronomie à Spa, dans sa ville natale, en 1991. Il entreprend ensuite des études de physique à l'université de Liège et est diplômé en 1996. Sous la supervision de Pierre Magain, il commence un doctorat sur les abondances dans un échantillon d'étoiles de métallicité intermédiaire et obtient le titre de docteur en 2000,.
De 2000 à 2003, il effectue un post-doctorat à l'observatoire du Cerro Paranal au Chili,. Il y reste finalement sept ans, travaillant pour l'observatoire Européen Austral (ESO) jusqu'en 2007,. Il fait notamment partie des équipes responsables du Very Large Telescope installé dans le désert d'Atacama. Il s'occupe des opérations scientifiques et est responsable de l'un des instruments.
Il revient en Belgique en 2007 et obtient un poste permanent de chercheur qualifié FNRS à l'Université de Liège,. Il étudie alors la composition chimique des comètes et intègre le groupe de physique cométaire de l'institut d'astrophysique. Il fait alors la connaissance de Michaël Gillon, un collègue de l'université qui partage sa passion pour les télescopes.

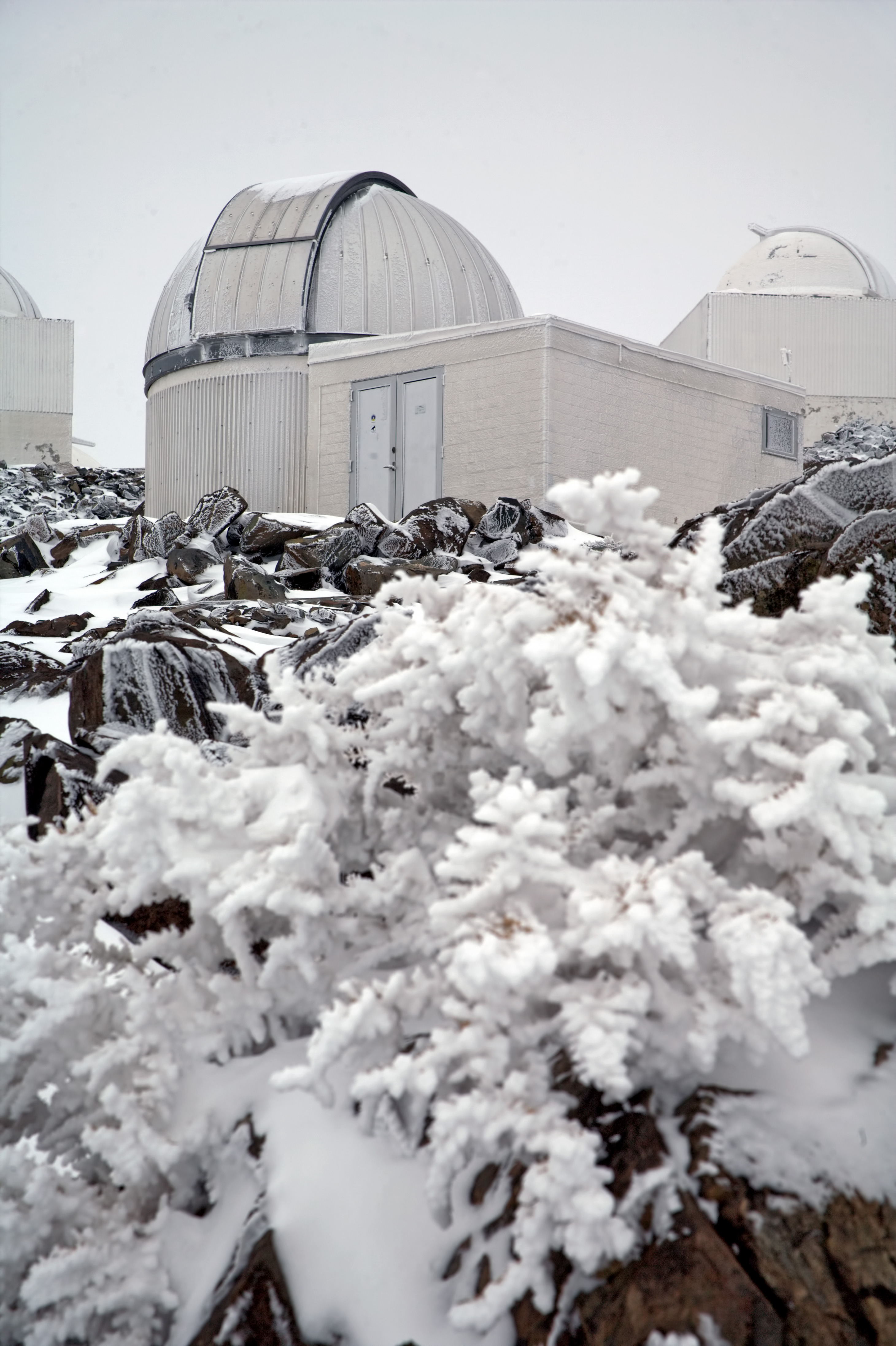
Télescope TRAPPIST-Sud à la Silla.

En 2010, ils installent le télescope TRAPPIST-Sud à la Silla au Chili. Celui-ci est destiné à l'étude des comètes et des transits planétaires,. En 2015, les résultats commencent à arriver et en 2017, l'équipe fait la Une des médias avec la découverte du système planétaire TRAPPIST-1, composé de sept exoplanètes de tailles similaires à la Terre et pouvant potentiellement abriter de l'eau liquide,.
Emmanuel Jehin participe ensuite au projet SPECULOOS où il est question d'installer quatre télescopes robotiques à Paranal au Chili pour continuer la recherche d'exoplanètes.
Il occupe également un poste de professeur associé à l'université de Liège. En 2021, il est nommé représentant scientifique de la Belgique à l’observatoire austral européen.
En parallèle, il continue ses travaux de vulgarisation débutés avec le club d'astronomie de Spa, où il initie des jeunes à l'astronomie. Il est nommé chroniqueur scientifique dans l'émission Déclic de la RTBF à partir de 2021,.

## Distinctions et récompenses
- Il reçoit le prix Pol et Christiane Swings 2001 pour « ses travaux sur les abondances dans les étoiles du halo galactique et les processus de nuclcosynthèse des éléments

lourds. ».
- Il est nommé citoyen d'honneur de la ville de Spa et celle de Liège en 2017[10],[11].
- L'astéroïde 2006 DR65 est nommé en son honneur (207420) Jehin en 2021 par l'union astronomique internationale[5],[12].
- Il reçoit le prix Wernaers 2022, géré par le FNRS, pour la vulgarisation scientifique[13].
- Il reçoit un Trophée Matière Grise de Vulgarisation Scientifique dans la catégorie « Coups de cœur » en 2024[14].